# Maserati MC20
El Maserati MC20 es un  automóvil superdeportivo de dos puertas diédricas biplaza, con motor central-trasero montado longitudinalmente y de tracción trasera, desarrollado y producido desde 2020 por el fabricante italiano Maserati S.p.A., subsidiaria del grupo de empresas Fiat Chrysler Automobiles, que posteriormente fue absorbido por Stellantis.

## Diseño

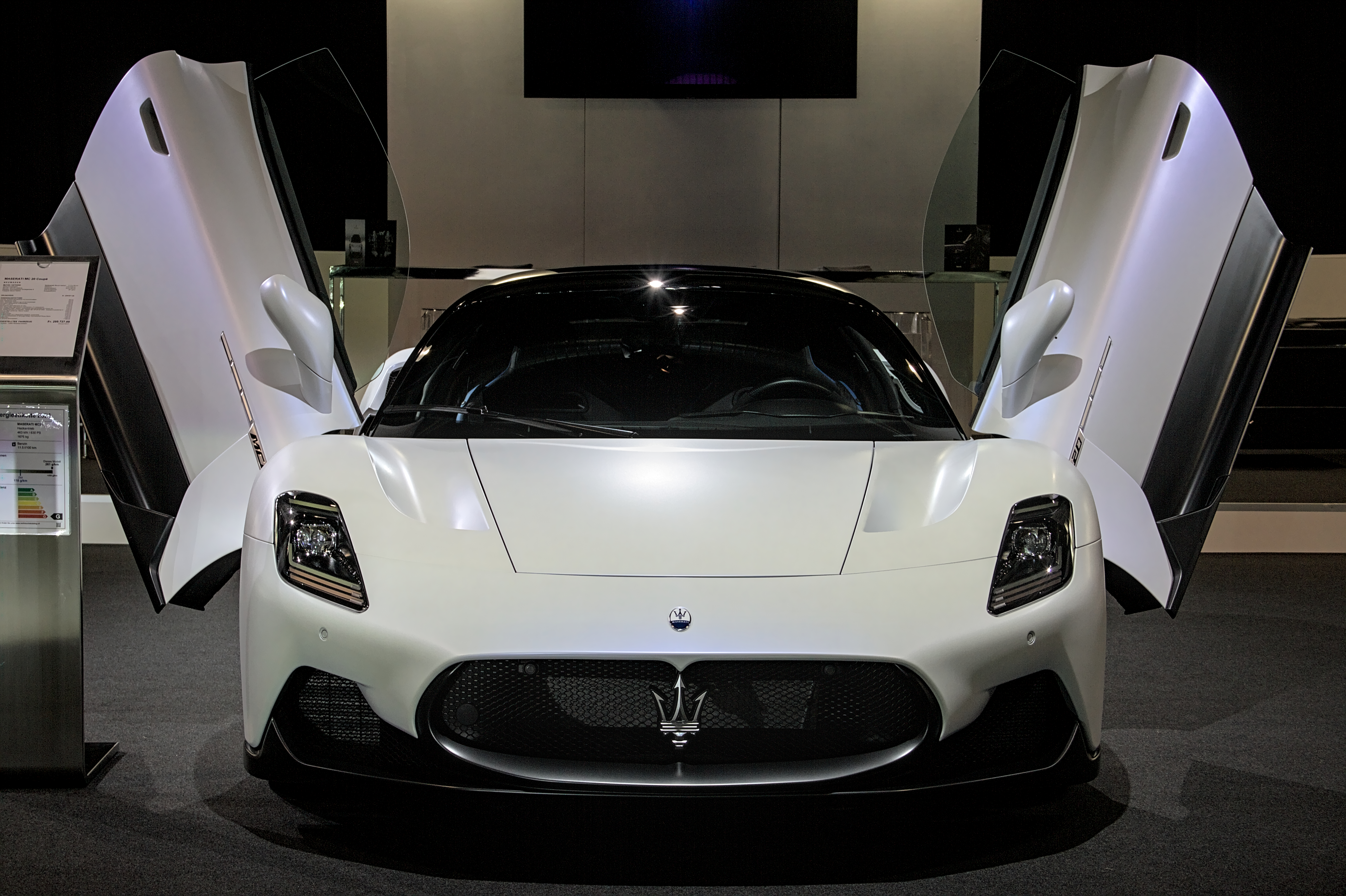
Vista frontal con ambas puertas diédricas abiertas.

Ha sido diseñado por el alemán Klaus Busse, el entonces jefe de diseño del Centro Stile FCA, anteriormente Centro Stile Fiat. Fue presentado en Módena el 9 de septiembre de 2020, recuperando así su denominación de Maserati Corse (Competición).
Es un coche bastante grande para su segmento: mide 4,67 m (183,9 pulgadas) de largo por 1,97 m (77,6 pulgadas) de ancho y solamente 1,22 m (48,0 pulgadas) de alto, de hecho es unos 7 cm (2,8 pulgadas) más grande que un Ferrari 488 GTB de 4,6 m (181,1 pulgadas).
Su diseño está inspirado en el MC12 de 2004, derivado del Ferrari Enzo, que marcaba el retorno de Maserati a la competición en la modalidad de resistencia. El MC20 también marca el retorno a la competición de Maserati y, para lograrlo, la marca ha desarrollado su propio motor en más de dos décadas: el "Nettuno".
Un prominente Tridente Maserati está colocado en la parrilla ancha y baja, mientras que las grandes tomas de aire se ubican debajo de los restringidos faros led. En la parte trasera, las luces led anchas y delgadas acentúan el ancho del automóvil, mientras que los escapes dobles se ubican justo debajo y a cada lado de la placa de matrícula trasera, justo encima del difusor trasero.
El motor es casi visible a través de la luneta trasera, que se encuentra delante de un discreto spoiler trasero. El tridente también aparece en los pilares traseros "C" y en los ejes de las ruedas, mientras que una insignia metálica del MC20 se encuentra en la parte delantera de las puertas.

## Chasis

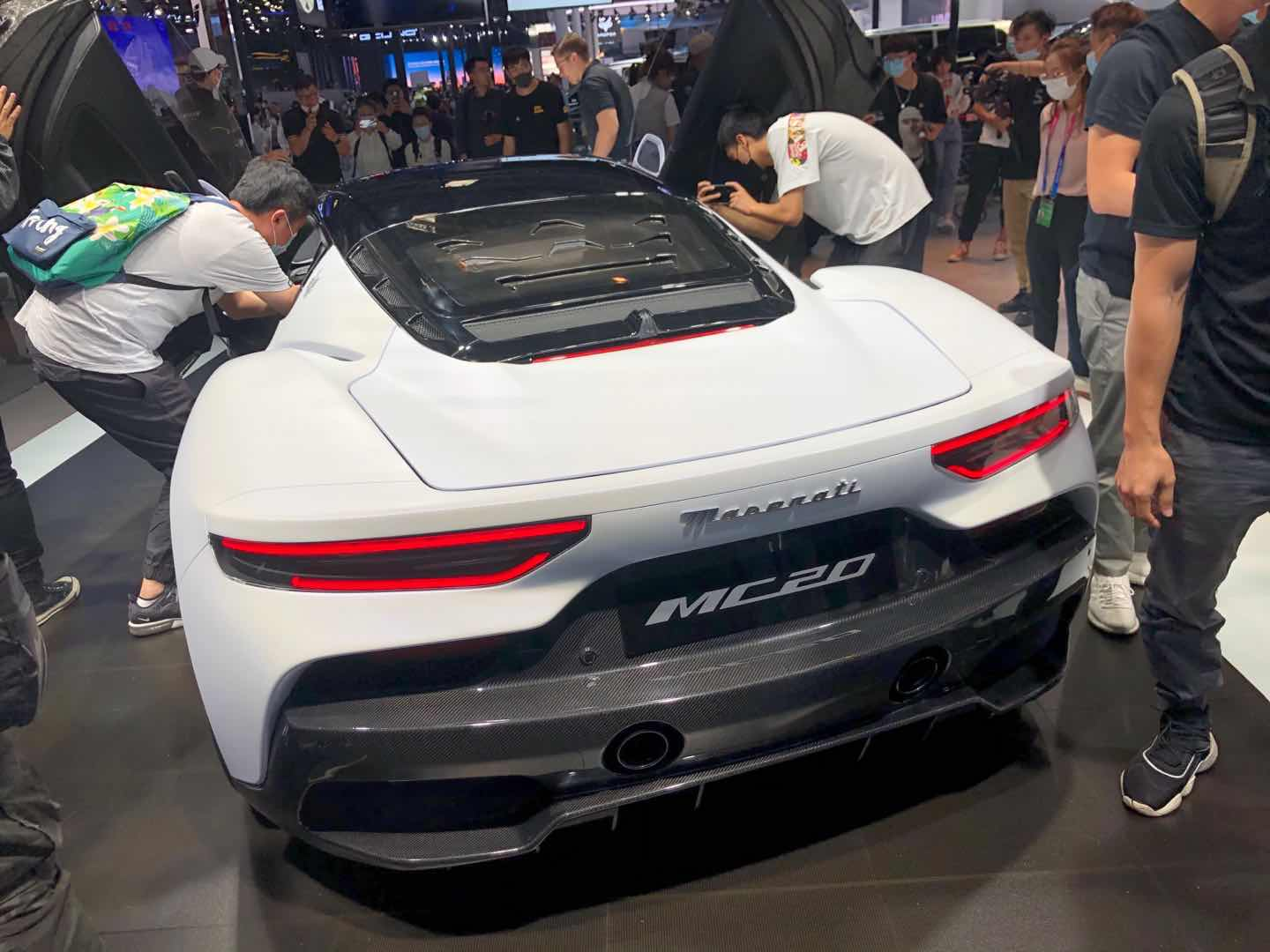
Vista trasera.

Aunque es derivado del chasis del Alfa Romeo 4C, este ha sido diseñado por Maserati con la ayuda de Dallara, por su gran experiencia en la creación y fabricación del monocasco de fibra de carbono con un peso de alrededor de 100 kg (220 libras), el cual se enviará luego a la renovada fábrica Maserati de Módena, donde antes se producía el GranTurismo, para que se inicie su fabricación.
Las suspensiones se han desarrollado durante más de 20000 horas de simulación dinámica, donde el 96% de ese desarrollo se hizo de forma virtual. En ambos ejes tiene un esquema tipo doble horquilla, con dos brazos inferiores y solamente un brazo superior, en este caso.
Maserati asegura que pesa solamente 1470 kg (3241 libras) según la norma DIN, es decir, con todos los líquidos, el tanque de combustible al 90% con una capacidad de 60 litros (15,9 galAm) y sin el piloto, lo cual cambia de la tradición italiana de presentar el peso en seco. Con esto logra una relación peso a potencia de 2,3 kg/CV, superando así a los 2.52 kg/CV del Porsche 911 Turbo con su tracción integral, pero no alcanza los 2.27 kg/CV el Lamborghini Huracán Evo RWD. Tiene una distribución de peso de 41% en el eje delantero y 59% en el trasero.
Cuenta con dos cajuelas para un volumen total de 150 L (5,3 pies cúbicos), de los cuales 50 L (1,8 pies cúbicos) están en la parte delantera y los restantes 100 L (3,5 pies cúbicos) en la trasera.

## Especificaciones

### Motor

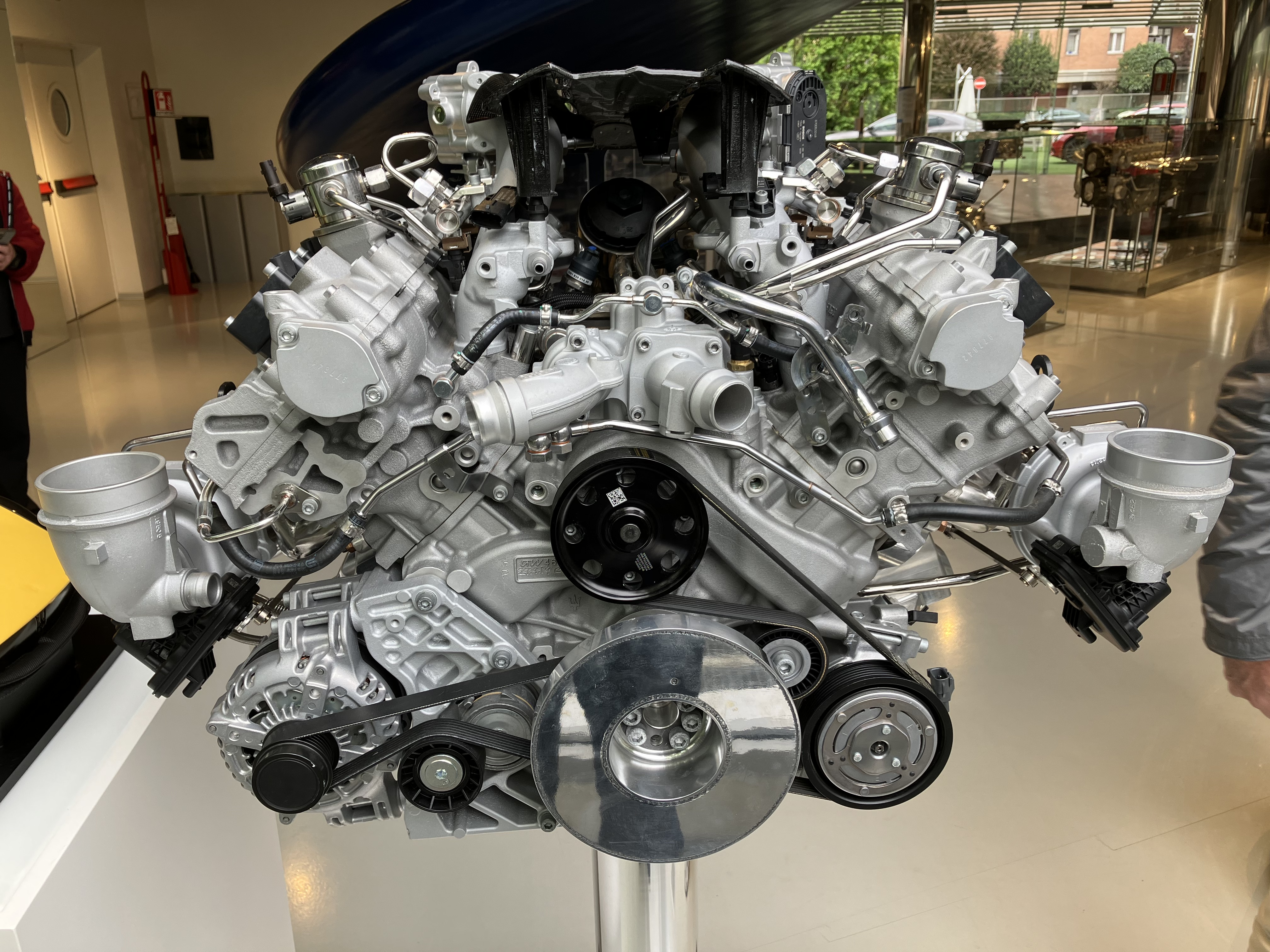
El motor Nettuno en exhibición

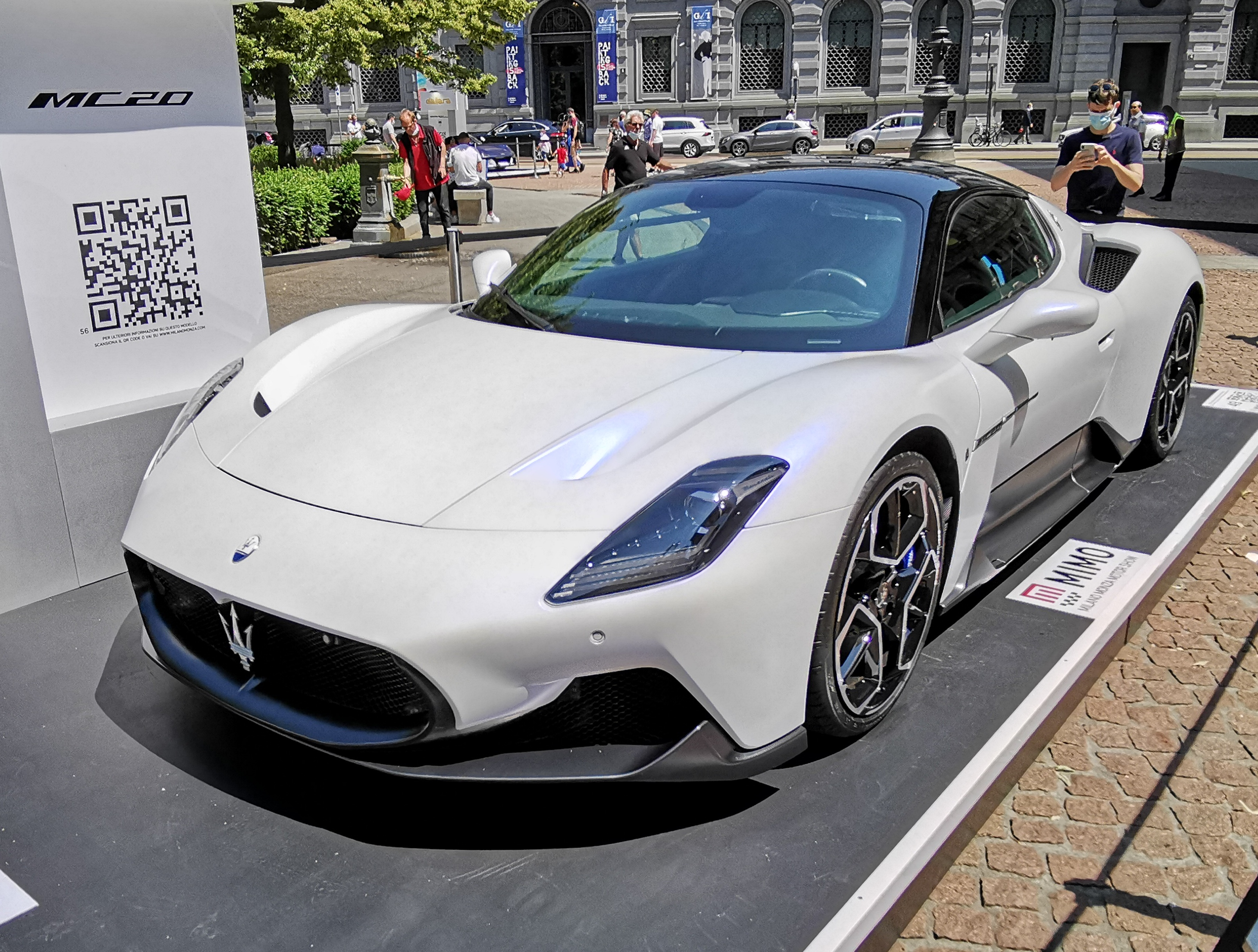
En Milán

Si bien su motor V6 Nettuno de 2992 cm³ (3 L; 182,6 plg³) con un diámetro x carrera de 88 x 82 mm (3,46 x 3,23 pulgadas) y un peso por debajo de los 220 kg (485 libras), el cual tiene grandes similitudes con el de los Alfa Romeo Giulia QV y Stelvio QV, un derivado del motor V8 turbo que equipaba, por ejemplo, el Ferrari California T, en este caso se trata de un motor creado por Maserati.
El diseño del bloque, del cigüeñal y de las bielas es propio de Maserati y en un principio solamente se utilizaba en el MC20, con una sobrealimentación biturbo. Desarrolla 630 CV (621 HP; 463 kW) a las 7500 rpm y un par máximo de 730 N·m (538 lb·pie) desde las 3000 hasta las 5500 rpm, con lo cual es el V6 no híbrido más potente en el mercado actualmente. Cuenta con una distribución de doble (DOHC) árbol de levas a la cabeza por cada bancada de cilindros y cuatro válvulas por cilindro (24 en total), con una línea roja hasta las 8000 rpm.
Para lograr estas cifras, se emplean una serie de nuevas tecnologías, como un nuevo sistema de doble combustión, visto por primera vez durante la temporada 2017 de Fórmula 1, el cual funciona llenando en cada fase de admisión la mezcla en una primera y pequeña cámara de precombustión antes de liberar toda la mezcla en la cámara principal, es decir, en el cilindro, a fin de suavizar el proceso de combustión, mejorar la eficiencia y aumentando la potencia.
Este proceso se completa con un sistema de inyección dual: a bajo régimen o poca carga, utiliza una inyección directa, mientras que con mucha carga o a un régimen más alto, utiliza una inyección clásica enviando más carburante en los cilindros, el cual está vinculado al suministro de combustible a una presión de 350 bares (4975 psi), con lo que reduce el ruido a bajas revoluciones, mejorar la eficiencia de combustible y reducir las emisiones. Cuenta con doble bujía de encendido, como el sistema del motor Twin Spark de Alfa Romeo y una lubricación por cárter seco. Tiene una relación de compresión de 11.0:1.

### Transmisión
El motor va acoplado a un caja de cambios de doble embrague y 8 relaciones que envía todo el par hacia las ruedas traseras. El eje trasero cuenta con un diferencial autoblocante que en opción podrá ser controlado electrónicamente y capaz de enviar el 100% del par a una sola rueda.

### Frenos y ruedas
Equipa de serie discos ventilados con ABS firmados por Brembo, con calipers de seis pistones de 380 mm (15,0 pulgadas) de diámetro delante; y cuatro pistones de 350 mm (13,8 pulgadas) de diámetro detrás, mientras que en opción podrá equipar discos carbono-cerámicos de 390 mm (15,4 pulgadas), también Brembo de segunda generación.
Bridgestone ha sido seleccionado como proveedor exclusivo de sus neumáticos. Esta cooperación mejora sus increíbles capacidades, gracias al desarrollo de nuevos neumáticos prémium Potenza personalizados creados a la medida. Sus medidas son: 245/35 R20 pulgadas (50,8 cm) delante; y 305/30 R20 pulgadas (50,8 cm) atrás.

### Desempeño y rendimiento
Acelera de 0 a 100 km/h (62 mph) en 2,9 segundos y de 0 a 200 km/h (124 mph) en 8,8 segundos. Estas cifras son idénticas a las del Ferrari 812 GTS y cercanas a las de un Porsche 911 Turbo con 2,8 segundos. Su velocidad máxima se establece en 325 km/h (202 mph). Logra una distancia de frenado desde los 100 km/h (62 mph) hasta detenerse por completo en menos de 33 m (108 pies).
Su consumo de combustible es de 11,6 L/100 km (8,6 km/L; 20,3 mpgAm) en el ciclo combinado, 20,8 L/100 km (4,8 km/L; 11,3 mpgAm) en el bajo, 11,9 L/100 km (8,4 km/L; 19,8 mpgAm) medio, 9,8 L/100 km (10,2 km/L; 24,0 mpgAm) en el alto y 9,6 L/100 km (10,4 km/L; 24,5 mpgAm) en el extra alto.
En cuanto a sus emisiones de CO2, son de 262 g (9,2 onzas)/km en el ciclo combinado, 470 g (16,6 onzas)/km en el bajo, 269,4 g (9,5 onzas)/km en el medio, 220,6 g (7,8 onzas)/km en el alto y 215,8 g (7,6 onzas)/km en el extra alto.

## Habitáculo interior

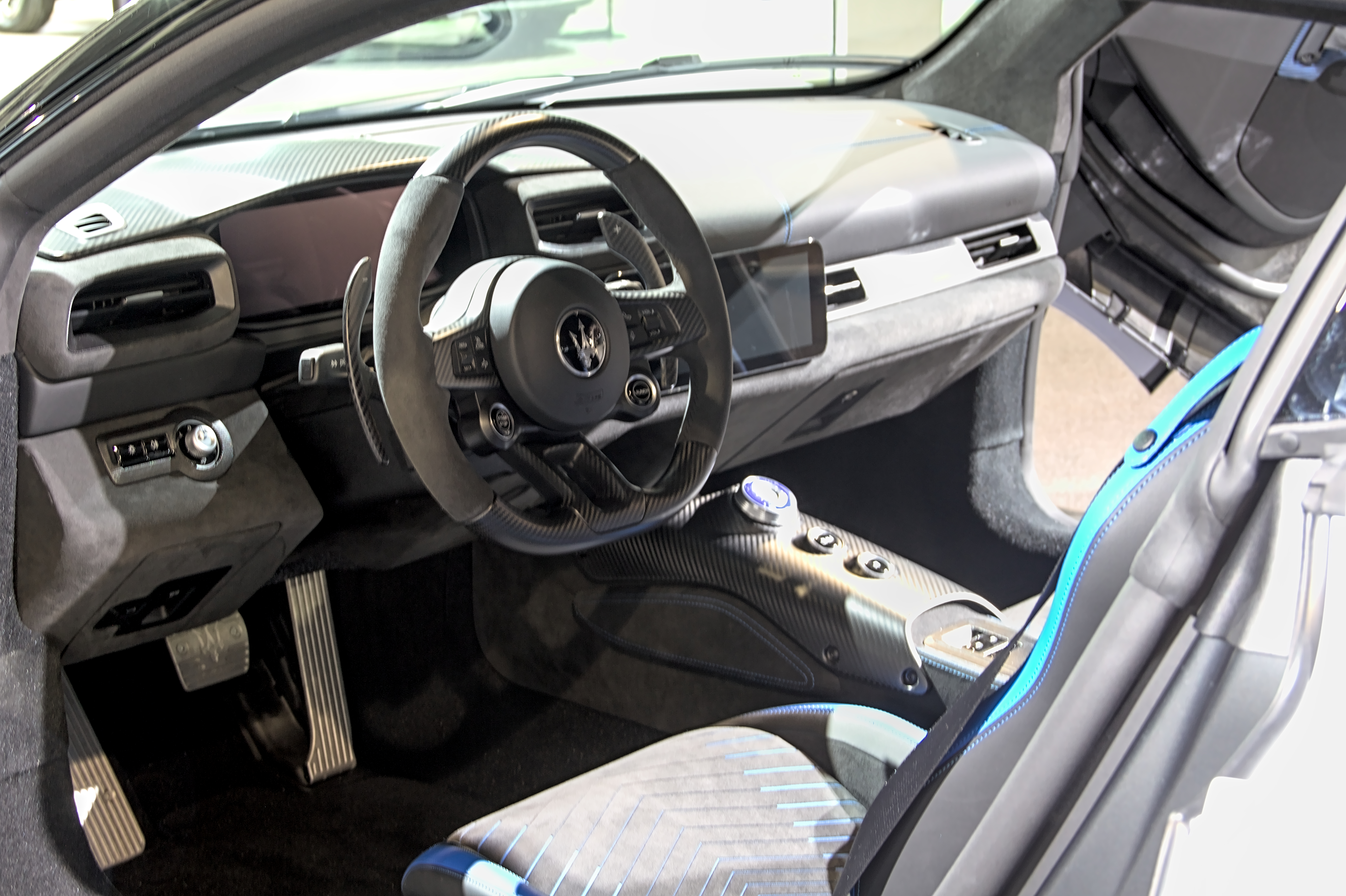
Interior

La apertura de las puertas es de tipo vertical como los Lamborghini o McLaren. El panel de instrumentos adopta un diseño limpio, con pocos mandos y unas formas simples.
La consola central aloja los dos botones de la transmisión, así como el dial para seleccionar los diferentes modos de conducción: GT, Wet, Sport, Corsa y un quinto, ESC Off, que desactiva las funciones de control de tracción.
Tiene dos pantallas de 10,25 pulgadas (26,0 cm) cada una: la principal para el cuadro de instrumentos; y la segunda para el sistema de infoentretenimiento. También contará con navegación conectada a Alexa y Wifi Hotspot, los cuales se pueden administrar a través de la App Maserati Connect desde el smartphone o smartwatch.

## Producción
El comienzo de su producción estaba previsto para finales 2020, aunque la marca ya aceptaba pedidos. También se confirmaba una versión descapotable y una variante 100% eléctrica, pero hasta 2022. Finalmente comenzó en 2021, incluyendo una versión cabrio, denominada MC20 Cielo. De esta última, también se esperaba para 2025 una versión Folglore, es decir, con motor eléctrico. Posteriormente, se anunció que las versiones eléctricas serían canceladas después de cinco años de gestación.
Inicialmente, estaría disponible en seis colores: Nero enigma (negro), Rosso vincente (rojo), Grigio misterio (gris plateado), Giallo genio (amarillo), Bianco audace (blanco) y Blu infinito (azul).

## Versión descapotable Cielo

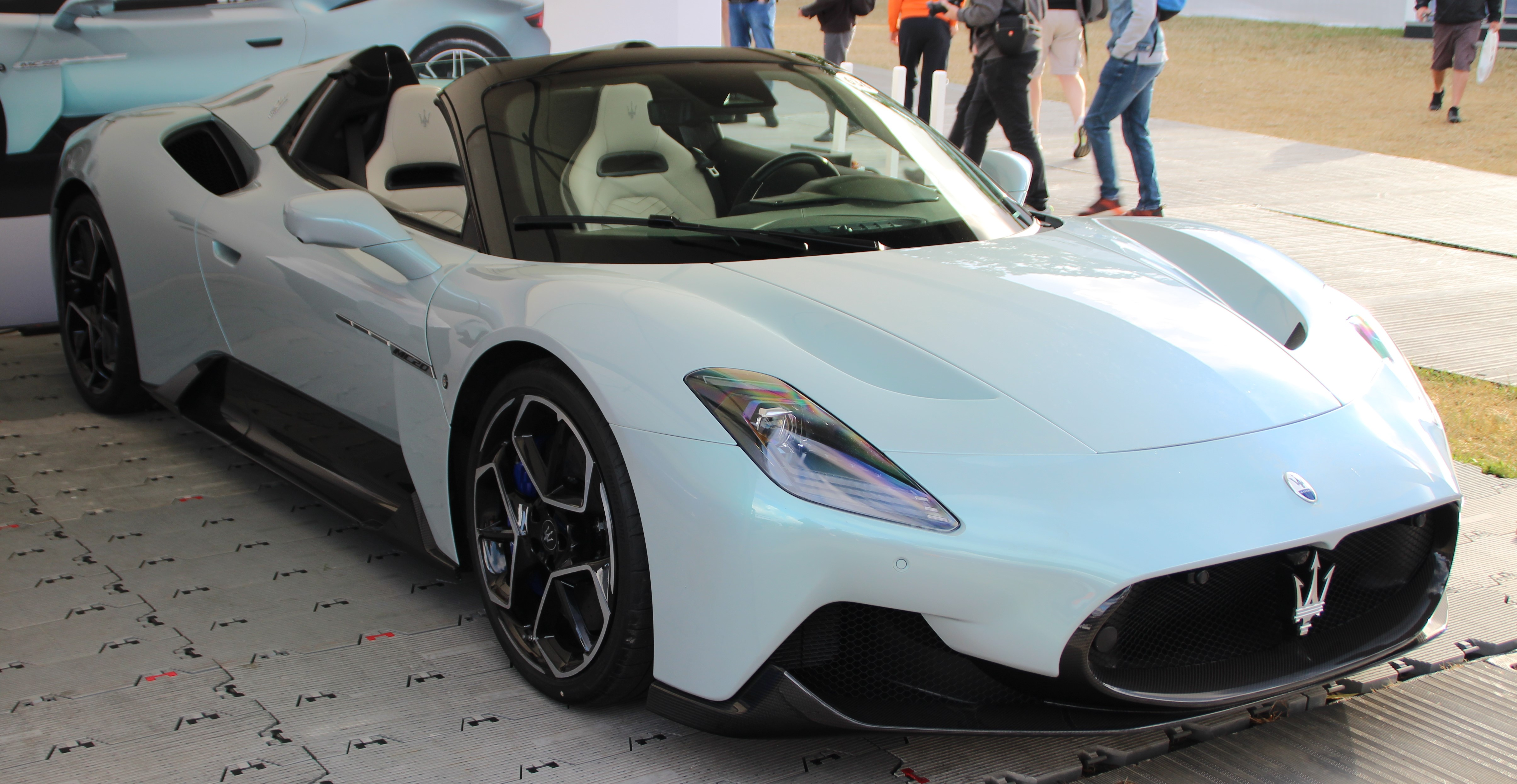
Cielo de 2022

Su diseño ha sido esculpido en el túnel de viento para integrarse en el concepto del diseño general, con un techo retráctil que también es sumamente rápido, ya que solamente tarda 12 segundos en deslizarse hacia el alojamiento posterior y se puede accionar a velocidades de hasta 50 km/h (31 mph). El techo de cristal de la capota rígida de PDLC, puede dar la impresión de una capota abierta al cielo abierto, incluso cuanto está cerrada. Presenta intrincados detalles de diseño, donde la artesanía italiana se combina y complementa con la tecnología de vanguardia. Un potente sistema de sonido está presente mediante la interfaz de la pantalla R1 de 10,25 pulgadas (26,0 cm) de última generación. Las líneas claras y fluidas dominan el diseño general, han reforzado la estética.
Mediante el uso de la dinámica de fluidos computacional y la tecnología de túnel de viento, se ha esculpido con el uso exclusivo de cristal PLDC, incluso al estar cerrado, permite cambiar del modo mate al modo transparente en un instante con la tecla Cielo. La cámara de visión envolvente, el frenado automático de emergencia, el reconocimiento de peatones y ciclistas (AEB) y la información sobre señales de tráfico (TSI) están disponibles como opciones para complementar el chasis, que se ha sometido a estrictas pruebas de seguridad.
El modo de manejo ofrece una lógica de giro libre para seleccionar los diferentes modos con facilidad: GT, Sport, Wet, y Corsa, además del ESC Off. Cuenta con distintos niveles de potencia del motor Nettuno y una rigidez de la suspensión, accediendo a estos de manera sencilla al accionar un conmutador. En general, si la rigidez estructural y el peso se ven afectados, lo mismo sucede con el manejo y las prestaciones. Con el techo abierto o cerrado, las prestaciones son idénticas. Su rendimiento es de una aceleración de 0 a 100 km/h (0 a 62 mph) en menos de 3 segundos y alcanza una velocidad máxima de hasta 320 km/h (199 mph).